# Chile en los Juegos Olímpicos de Turín 2006
Chile estuvo representado en los Juegos Olímpicos de Turín 2006 por un total de 9 deportistas (5 hombres y 4 mujeres) que compitieron en 2 deportes. La portadora de la bandera en la ceremonia de apertura fue la esquiadora Daniela Anguita.
El equipo olímpico chileno no obtuvo ninguna medalla en estos Juegos.

## Biatlón
Masculino
| Atleta       | Evento           | Fallos | Tiempo    | Posición |
| ------------ | ---------------- | ------ | --------- | -------- |
| Marco Zúñiga | 10 km sprint     | 1      | 33:38,1   | 87       |
| Marco Zúñiga | 20 km individual | 5      | 1:11:02,5 | 86       |

Femenino
| Atleta         | Evento           | Fallos | Tiempo    | Posición |
| -------------- | ---------------- | ------ | --------- | -------- |
| Verónica Isbej | 7,5 km sprint    | 4      | 33:52,0   | 83       |
| Verónica Isbej | 15 km individual | 7      | 1:14:55,3 | 81       |

## Esquí alpino
Masculino
| Atleta       | Evento          | 1ª manga   | 2ª manga  | Total     | Total     |
| Atleta       | Evento          | Tiempo     | Tiempo    | Tiempo    | Posición  |
| ------------ | --------------- | ---------- | --------- | --------- | --------- |
| Maui Gayme   | Descenso        | —          | —         | 1:56,10   | 42        |
| Maui Gayme   | Super gigante   | —          | —         | 1:36,85   | 47        |
| Maui Gayme   | Descenso        | —          | —         | 1:55,73   | 41        |
| Maui Gayme   | Super gigante   | —          | —         | 1:39,68   | 54        |
| Duncan Grob  | Eslalon gigante | No terminó | No avanzó | No avanzó | No avanzó |
| Duncan Grob  | Super gigante   | —          | —         | 1:36,24   | 44        |
| Jorge Mandrú | Descenso        | —          | —         | 1:58,77   | 49        |

| Atleta       | Evento    | Descenso | Eslalon  | Eslalon       | Total     | Total     |
| Atleta       | Evento    | Tiempo   | Tiempo 1 | Tiempo 2      | Tiempo    | Posición  |
| ------------ | --------- | -------- | -------- | ------------- | --------- | --------- |
| Jorge Mandrú | Combinada | 1:45,81  | 52,92    | Descalificado | No avanzó | No avanzó |

Femenino
| Atleta             | Evento        | Tiempo     | Posición   |
| ------------------ | ------------- | ---------- | ---------- |
| Daniela Anguita    | Super gigante | No terminó | No terminó |
| Macarena Benvenuto | Super gigante | 1:41,52    | 50         |

| Atleta          | Evento    | Eslalon  | Eslalon  | Descenso | Total   | Total    |
| Atleta          | Evento    | Tiempo 1 | Tiempo 2 | Tiempo   | Tiempo  | Posición |
| --------------- | --------- | -------- | -------- | -------- | ------- | -------- |
| Noelle Barahona | Combinada | 47,62    | 56,39    | 1:42,61  | 3:26,62 | 30       |